# ديوان الأزمة
ديوان الأزمة ديوان إشرافي، مهمته الإشراف على أعمال الدواوين الكبيرة، ومراقبة الناحية المالية. قيل إنه استحدث في عهد الخليفة المهدي على قول أكثر المؤرخين ومنهم سيد أمير علي، حيث إنه تطور يشير لتوسع أعمال الدواوين السابقة، ولكن البلاذري ينسبه للأمويين.

## ديوان زمام الأزمة
وهو ديوان ظهر لاحقًا للإشراف على دواوين الأزمة وتنظيم أعمالها.